# オルガスター

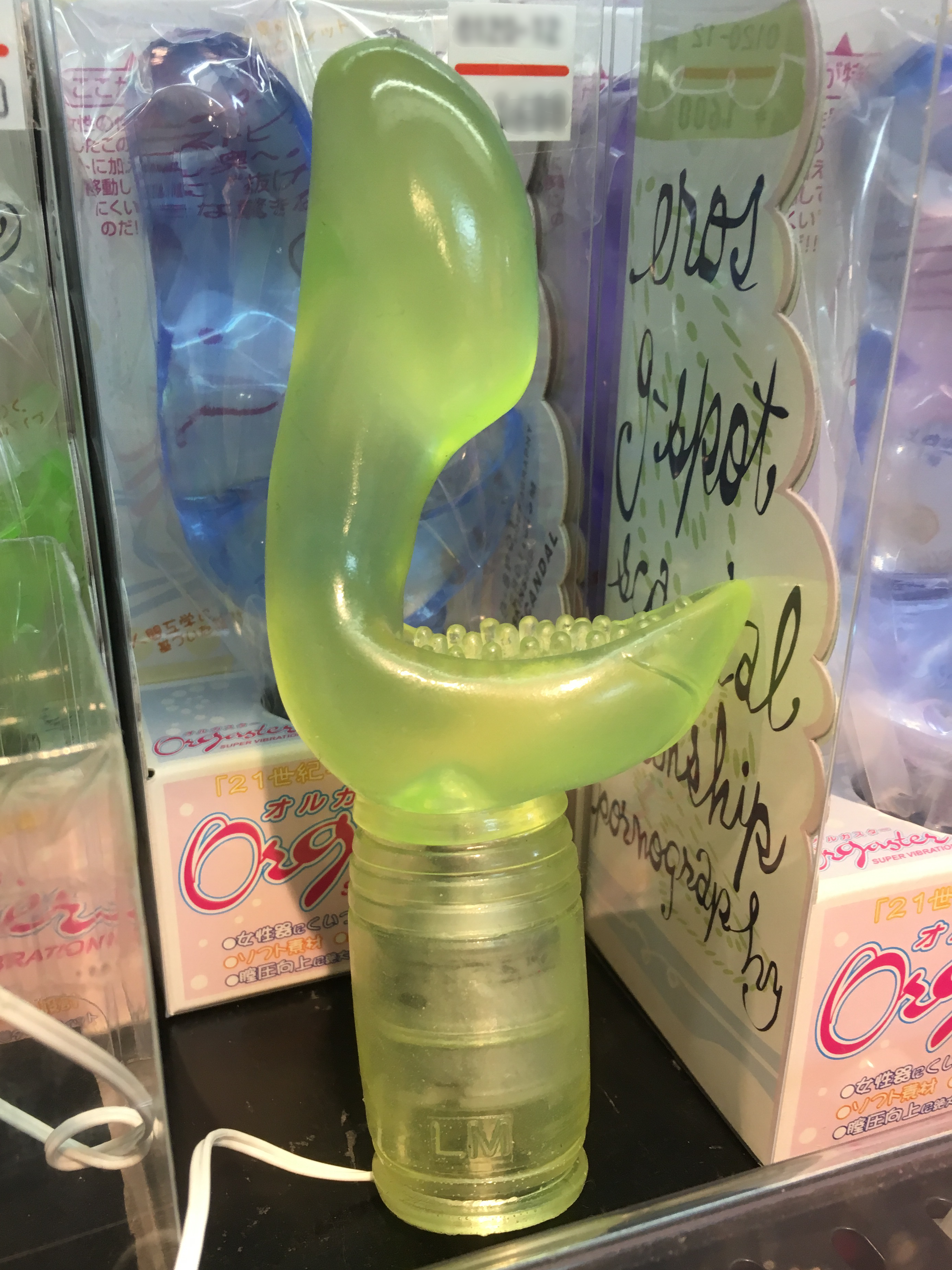
オルガスター

オルガスターは、株式会社メルシーが2001年（平成13年）から製造販売している女性用の性具である。電気マッサージ器「フェアリー」とならぶメルシー社の看板商品のひとつになっている。膣に入れて使用するタイプであるが、Gスポットを的確に刺激できるように一般的なディルド型のバイブレータとは全く異なる独特な形状をしている。膣へのフィット感とクリトリスへの刺激で発売直後から女性たちの人気を集め、2015年（平成27年）までの販売数は200万個を超えるヒット商品となっている。一般的にはバイブレータの一種と考えられているが、メルシー社ではローターに分類している。

## 製品概要
オルガスターの特徴は、「アヒルの置物のよう」とも評されることがある緩やかな曲線を描く独特な形状である。膣に挿入する部分には膨らみがあり、挿入部分の長さは8センチ。負担なく膣内に収まってぴったりフィットし、的確にGスポットを刺激するように考えられている。クリトリスに当たる部分には全体的に柔らかいイボ状の突起がつけられており、これが使用する時にクリトリスを刺激する。バイブレーション機能は最大で1分間に1万回転の振動数となっており、無段階で調節することが可能である。素材は、エラストマー系のシリコーン樹脂を採用している。医療機器にも使われる安全性の高いものであり、勃起したペニスに近い弾力とソフトな手触りを実現している。また、膣圧向上にも効果があるとされている。

## 開発の経緯
オルガスターが発売されるまで、日本のバイブレータには女性の立場から作られた製品は皆無と言ってもいい状況だった。バイブレータは男性が女性に対して使うためのものだと思われていて、実際に購入者のほとんどが男性だった。そのため、色や形やサイズから名前にいたるまで、とても女性が好んで使いそうにはないようなグロテスクな物で、しかもプラスチックや塩ビ製の硬い物ばかりであった。
そんな中、女性が安心してオーガズムに達することができることを目指して、女性の視点から女性自身の手によって研究・開発されたのがオルガスターである。バイブレータとローターの長所を兼ね備え、Gスポットとクリトリスを同時に刺激して女性に満足を与えるものを目指した。デザインはグロテスクではないものに、素材はソフトで安心・安全なものにこだわった。
何度も試作品を作成して、20歳から58歳までの10人の女性モニターの声を反映し、産婦人科の医師からもアドバイスをもらって開発を進めていった。メルシー社社長の高橋さなえは、「女性が女性のために開発した商品で勝負したかった」と語っている。
最終的に10人のモニター全員から合格の評価を受け、2001年に販売を開始した。

## 評価と影響
オルガスターが発売されるとたちまち女性たちの圧倒的な支持を受け、2015年までの累計販売数は200万個以上にのぼっている。メルシー社を代表するヒット商品のひとつとなっており、同社の最高傑作のひとつとも評されている。アダルトグッズの中にGスポットを刺激することを中心とする「Gスポットもの」というジャンルが生まれ、ディルド型のバイブレータでも、先端が曲がってGスポットを刺激するタイプのものも増えていった。また、女性から見てかわいいデザインのアダルトグッズが増えていき、アダルトグッズに対する「男性が女性に使うもの」というイメージから「女性が自分のために使うもの」へと女性たちの意識も大きく変わっていくことになっていった。

## ラインアップ
メルシー社が運営するアダルトグッズショップ「ラブメルシー」のオンラインショップの商品紹介によると、オルガスターシリーズには以下の製品がある。
なお、中国を中心に質の悪いコピー商品も出回っているので注意が必要である。
- オルガスター
- オルガスターai（アイ）
  - 挿入部分にもクリトリス部分と同じく無数の突起があるもの。
- オルガフォース
  - 挿入部分が大きく抜けにくい設計。また、基部を前後に伸ばしてあり、クリトリスとアナルにもより刺激が伝わる。
- ベイビーオルガ
  - 全長10cmのミニサイズ。素材も通常より柔らかいものを使用している。
- スーパーオルガパワー（生産終了）
  - リモコンタイプ。
- ミルキーオルガ
  - 若干通常より柔らかい素材を使用している。
- BIGオルガスター
  - 通常より大きいサイズ。
- ビッグオルガ
  - 電動マッサージャー「フェアリーミニ」用のアタッチメント。

|  |  |  |